# Neivamyrmex perplexus
Neivamyrmex perplexus é uma espécie de formiga do gênero Neivamyrmex.